# تبت ایرلاینز
تبت ایرلاینز (به انگلیسی: Tibet Airlines) یک شرکت هواپیمایی با کد یاتا TV است که در تاریخ ۲۰۱۰ میلادی تأسیس شده است.
دفتر مرکزی تبت ایرلاینز در منطقه خودمختار تبت، جمهوری خلق چین واقع شده‌است و قطب این شرکت هواپیمایی در فرودگاه لاسا گونگار قرار دارد و به ۲۳ مقصد، پرواز مستقیم انجام می‌دهد.

## مقصدهای پروازی
- جمهوری خلق چین
  - پکن - فرودگاه بین‌المللی پکن
  - چنگدو - فرودگاه بین‌المللی چنگدو شوانگلیو
  - چونگ‌کینگ - فرودگاه بین‌المللی چنگچینگ ییانگبی
  - Geermu - فرودگاه گولمود
  - گوئیانگ - فرودگاه بین‌المللی لانگ‌دونگ‌بائو گوئی‌یانگ
  - هانگژو - فرودگاه بین‌المللی هانگجو ژیاشان
  - لانژو - فرودگاه لانجو ژنگچوان
  - منطقه شینگوان (لهاسا) - فرودگاه لاسا گونگار قطب شرکت هواپیمایی
  - میانیانگ - Mianyang Nanjiao Airport
  - نانجینگ - فرودگاه بین‌المللی نانجینگ لوکو
  - Nyingchi - فرودگاه نیینگچی ماینلینگ
  - Qamdo - فرودگاه کامدو بامدا
  - شانگهای - فرودگاه بین‌المللی شانگهای هنگقیو
  - شنژن - فرودگاه بین‌المللی شنژن بن
  - Shigatse - فرودگاه شیگاتسه پیس
  - Shiquanhe, Ngari (Ali) - فرودگاه نگاری گونسا
  - تائی‌یوان - فرودگاه بین‌المللی ووسو تائی‌یوان
  - تیانجین - فرودگاه بین‌المللی تیانجین بینهای
  - شیامن - فرودگاه بین‌المللی زیامن گائوچی
  - شینینگ - فرودگاه سینینگ کائوجیابو
  - ایبلین - فرودگاه ییبین سایبا
  - یینچوان - فرودگاه یینچوان هیدونگ
  - Yushu City - فرودگاه یوشو باتنگ